# Wermut (Getränk)

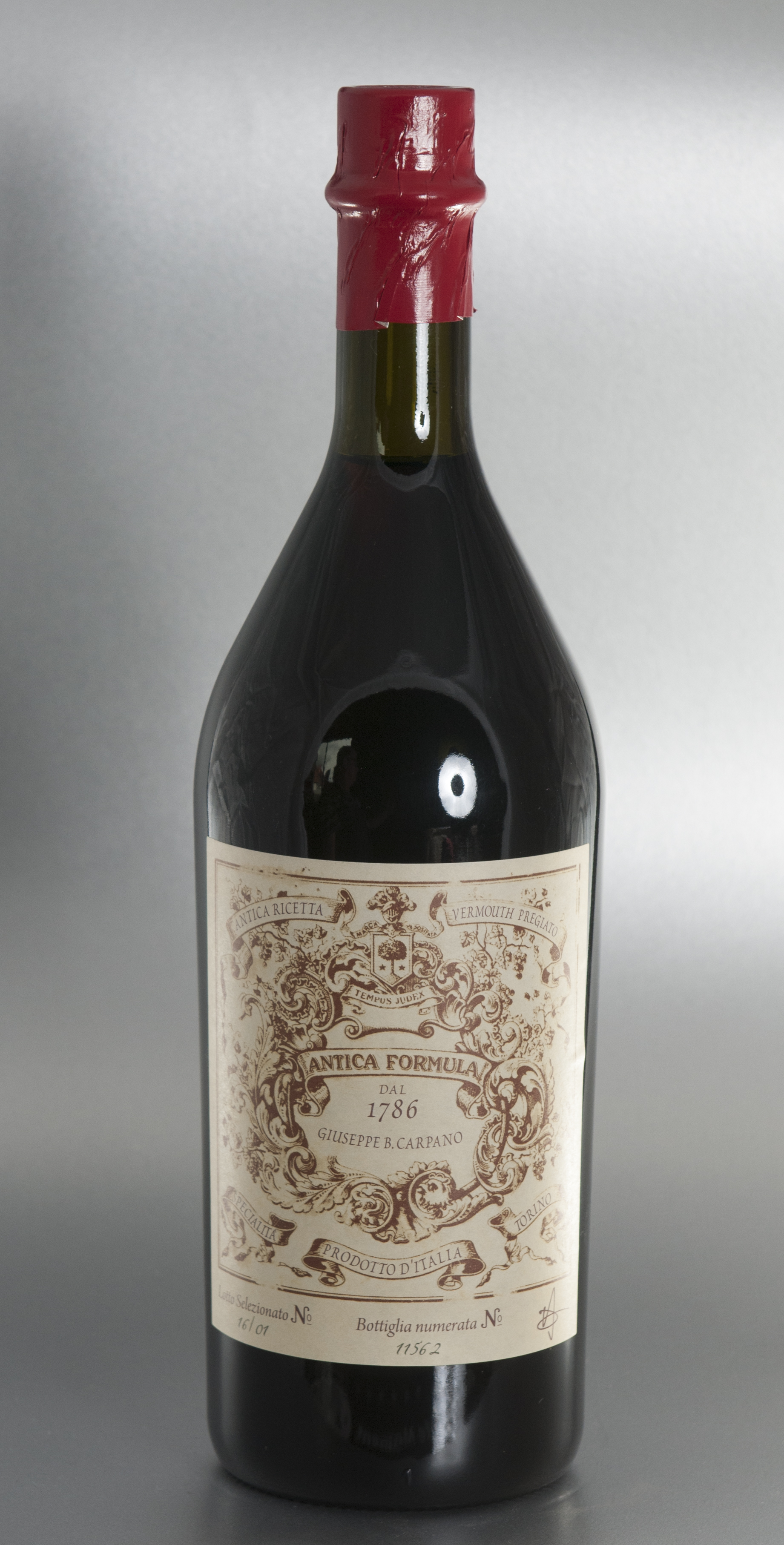
Carpano Antica Formula (1-Liter-Flasche, 2016)

Wermut, im Französischen und Englischen Vermouth, ist ein mit Gewürzen und Kräutern aromatisierter und aufgespriteter Wein mit einem vorgeschriebenen Alkoholgehalt zwischen 14,5 und 21,9 Volumenprozent Alkohol und unterschiedlich hohem Zuckergehalt.
Seinen Namen verdankt der Wermut dem Wermutkraut (Artemisia absinthium), das durch seine bitteren Aromastoffe den Geschmack deutlich prägt. Wermut wird als Aperitif getrunken, ist Bestandteil vieler Cocktails und wird auch zur Verfeinerung von Speisen genutzt.

## Geschichte
Bereits im Alten Ägypten wurde mit Kräutern versetzter Wein konsumiert, in der Antike war Wermut zudem als Heilmittel bekannt. So ist von Hippokrates überliefert, dass das Kraut unter anderem gegen Gelbsucht und Tetanus angewandt wurde. Die Mischung von Wein mit Wurzeln, Rinden, Blüten und diversen Süßmitteln ist auch aus dem alten China, Mesopotamien und dem antiken Rom bekannt. In England war eine Art Wermutwein bekannt, der als Purl-Royal bezeichnet wurde.

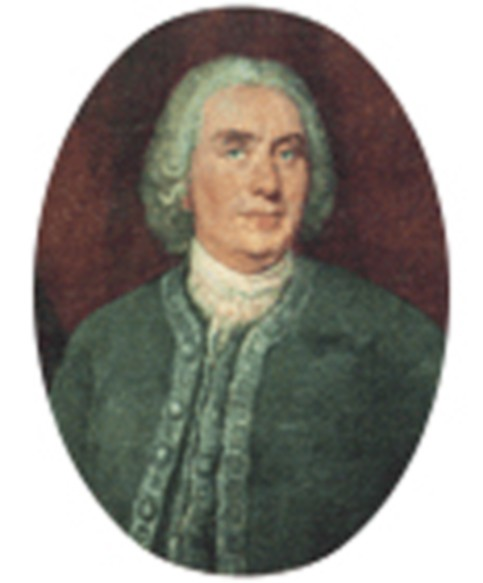
Antonio Benedetto Carpano (Porträt aus dem 19. Jahrhundert)

Die Wermut-Tradition der Neuzeit stammt vermutlich aus dem Königreich Savoyen. Bereits Anfang des 16. Jahrhunderts verkaufte Jeronimo Ruscelli, auch als Alessio Piemontese bekannt, Wermutwein in seiner Heimat. Als Erfinder des Wermuts im heutigen Verständnis gilt – vermutlich, da er dies erstmals in einem bedeutenden kommerziellen Umfang tat – gleichwohl Antonio Benedetto Carpano, der das aromatische Getränk 1786 in Turin zubereitete. Dabei soll der Wermut das Ergebnis einer Alternative zu Rotwein gewesen sein, die durch Hinzugabe von Zucker, Karamell und rund 30 verschiedenen Kräutern entstand. Das Getränk war so erfolgreich, dass Carpanos Laden 24 Stunden pro Tag geöffnet hatte. Erst später entstanden in Frankreich eine trockene und eine liebliche, weiße Variante des Getränkes. Noch heute wird der italienische Wermut meist als liebliche Variante angeboten, während französischer Wermut meist trocken ist.
Anfang des 20. Jahrhunderts wurde das Getränk zunehmend unpopulär. Der für einen reichlich Alkohol trinkenden Land- und Stadtstreicher stehende Begriff Wermutbruder etablierte sich und steht stellvertretend für die mit dem Getränk negativ verbundenen Assoziationen. Seit den 2000er Jahren ist die Popularität des Wermuts wieder angestiegen. So gründeten sich zwischen den Jahren 2012 und 2016 weltweit etwa 100 neue Marken.

## Vorgaben und Zusammensetzung
Die Bezeichnung Wermut ist auf europäischer Ebene geschützt. Gemäß Verordnung Nr. 251/2014 des Europäischen Parlamentes und des Europäischen Rates vom 26. Februar 2014 ist das Getränk folgendermaßen definiert:

„Aromatisierter Wein,

– der mit Alkohol versetzt wurde, und

– dessen charakteristisches Aroma durch Verwendung geeigneter, aus Artemisia-Arten gewonnener Stoffe erzielt wird.“

Ferner ist aromatisierter Wein gemäß Art. 3 Abs. 2 der Verordnung definiert als ein Getränk, das
- aus einem oder mehreren der Weinbauerzeugnisse gewonnen wurde;
- bei dem der Anteil der Weinbauerzeugnisse mindestens 75 % des Gesamtvolumens ausmacht;
- das mit Alkohol versetzt sein kann;
- das mit Farbstoffen versetzt sein kann;
- das mit Traubenmost, teilweise gegorenem Traubenmost oder beidem versetzt sein kann;
- das gesüßt sein kann;
- das einen vorhandenen Alkoholgehalt (in % vol) von mindestens 14,5 % vol und weniger als 22 % vol und einen Gesamtalkoholgehalt (in % vol) von mindestens 17,5 % vol aufweist.

Die weiteren Bezeichnungen basieren gemäß Art. 6 der Verordnung Nr. 251/2014 auf dem Zuckergehalt:
- „extra trocken“: für Erzeugnisse, die einen Zuckergehalt von weniger als 30 g je Liter und einen Gesamtalkoholgehalt von mindestens 15 % vol aufweisen;
- „trocken“: für Erzeugnisse, die einen Zuckergehalt von weniger als 50 g je Liter und einen Gesamtalkoholgehalt von mindestens 16 % vol aufweisen;
- „halbtrocken“: für Erzeugnisse, die einen Zuckergehalt zwischen 50 und 90 g je Liter aufweisen;
- „lieblich“: für Erzeugnisse, die einen Zuckergehalt zwischen 90 und 130 g je Liter aufweisen;
- „süß“: für Erzeugnisse, die einen Zuckergehalt von 130 g je Liter oder mehr aufweisen.

Als geschützte Herkunft gelten ausschließlich Vermouth de Chambery sowie Vermouth di Torino.

## Bekannte Marken
- Carpano
- Cinzano
- Gotano
- Martinazzi
- Martini (nicht zu verwechseln mit dem gleichnamigen Cocktail)
- Noilly Prat, bekannt als „extra trocken“
- Stock
- Yzaguirre

Lillet und Dubonnet werden gelegentlich als Wermut gehandelt; sie enthalten aber kein Wermutkraut, sodass diese Zuschreibung falsch ist. Einige Produkte dieser Hersteller enthalten weniger Alkohol als nach der Vorgabe gefordert und werden als „weinhaltiger Aperitif“ geführt.